# Donneville
Donneville ist eine französische Gemeinde mit 1.138 Einwohnern (Stand: 1. Januar 2022) im Département Haute-Garonne in der Region Okzitanien (vor 2016 Midi-Pyrénées). Sie gehört zum Arrondissement Toulouse und zum Kanton Escalquens. Die Einwohner werden Donnevillois genannt.

## Geographie
Donneville liegt am Hers und am parallel verlaufenden Canal du Midi in der Landschaft Lauragais, etwa 16 Kilometer südsüdöstlich von Toulouse. Umgeben wird Donneville von den Nachbargemeinden Deyme im Westen und Norden, Montlaur im Nordosten und Osten, Montgiscard im Südosten und Süden sowie Montbrun-Lauragais im Südwesten und Westen. Durch das Gemeindegebiet führt die Autoroute A61.

## Bevölkerungsentwicklung
| Jahr                       | 1962 | 1968 | 1975 | 1982 | 1990 | 1999 | 2006 | 2013 | 2020 |
| Einwohner                  | 213  | 305  | 378  | 615  | 682  | 781  | 1037 | 1039 | 1117 |
| Quellen: Cassini und INSEE |      |      |      |      |      |      |      |      |      |

## Sehenswürdigkeiten
- Kirche Saint-Pierre-Saint-Paul, seit 1993 Monument historique

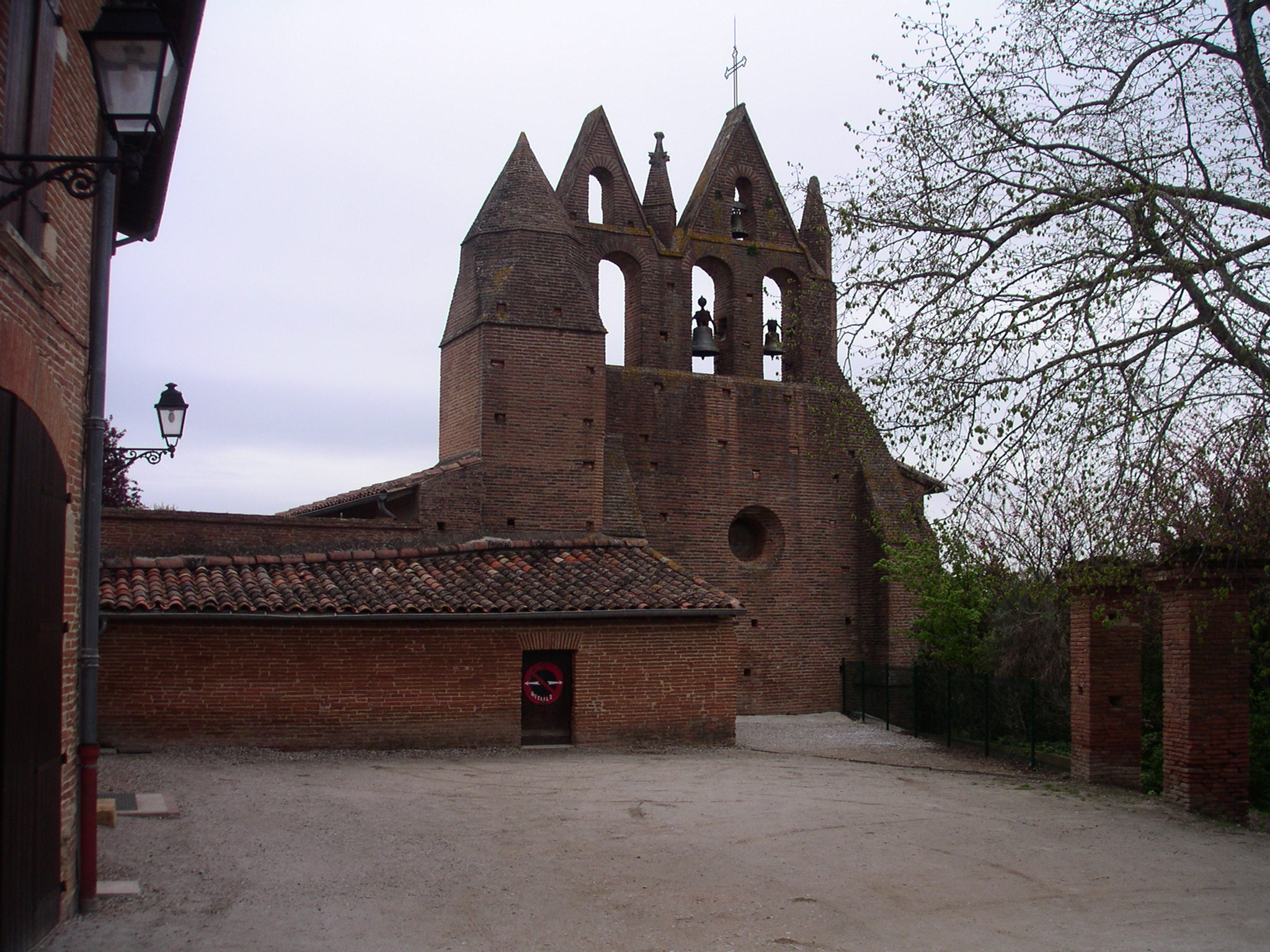
Kirche Saint-Pierre-et-Saint-Paul

## Persönlichkeiten
- Émilienne Poumirol (* 1950), Politikerin (PS)
- Floréal Martorell (* 1956), Esperanto-Musiker